# Montecalvario
Montecalvario es un barrio del centro histórico de la ciudad de Nápoles, en Italia. Forma parte de la Municipalità 2, junto a Mercato, Avvocata, Pendino, Porto y San Giuseppe.
Limita con los siguientes barrios: al sur con Chiaia y San Ferdinando, al este con San Giuseppe, al norte con Avvocata y al oeste con el Vomero.
Tiene una superficie de	0,75 km² y una población de 23.050 habitantes.

## Descripción
El barrio fue fundado en el marco del plan de expansión urbana llevado a cabo durante el virreinato de don Pedro de Toledo (primera mitad del siglo XVI); inicialmente, y antes de su ulterior desarrollo, para albergar los cuarteles de las tropas españolas estacionadas en Nápoles. De hecho, es el núcleo principal del área conocida como Quartieri Spagnoli, constituyendo el sector más extenso y poblado de dicha zona (alrededor del 70% de los vecinos residentes en los llamados Quartieri Spagnoli vive aquí).
Presenta un plano en cuadrícula; al oeste se extiende hasta el Corso Vittorio Emanuele y las laderas sur de la colina del Vomero, mientras que al este limita con la Via Toledo.  En el corazón del barrio se encuentra la Pignasecca, con su pintoresco mercado y la barroca Iglesia de la Santissima Trinità dei Pellegrini (siglo XVI).

## Monumentos y lugares de interés
- Basílica dello Spirito Santo
- Complejo de Santa Maria dello Splendore
- Iglesia de la Immacolata Concezione e Purificazione di Maria de' nobili in Montecalvario
- Iglesia de Santa Maria della Concezione a Montecalvario
- Iglesia de Santa Maria delle Grazie a Toledo
- Iglesia de Santa Maria della Lettera
- Iglesia de Santa Maria Materdomini
- Iglesia de Santa Maria della Mercede a Montecalvario
- Iglesia de Santa Maria ad Ogni Bene dei Sette Dolori
- Iglesia de Santa Maria del Rosario a Portamedina
- Iglesia de Santa Maria Francesca delle Cinque Piaghe
- Iglesia de la Santissima Trinità dei Pellegrini
- Iglesia de la Santissima Trinità degli Spagnoli
- Museo del tessile e dell'abbigliamento Elena Aldobrandini
- Palazzo Buono
- Palazzo del Conservatorio dello Spirito Santo
- Palazzo Della Porta
- Palazzo Lieto
- Palazzo del Nunzio Apostolico
- Piazza Carità
- Vico Tre Re a Toledo

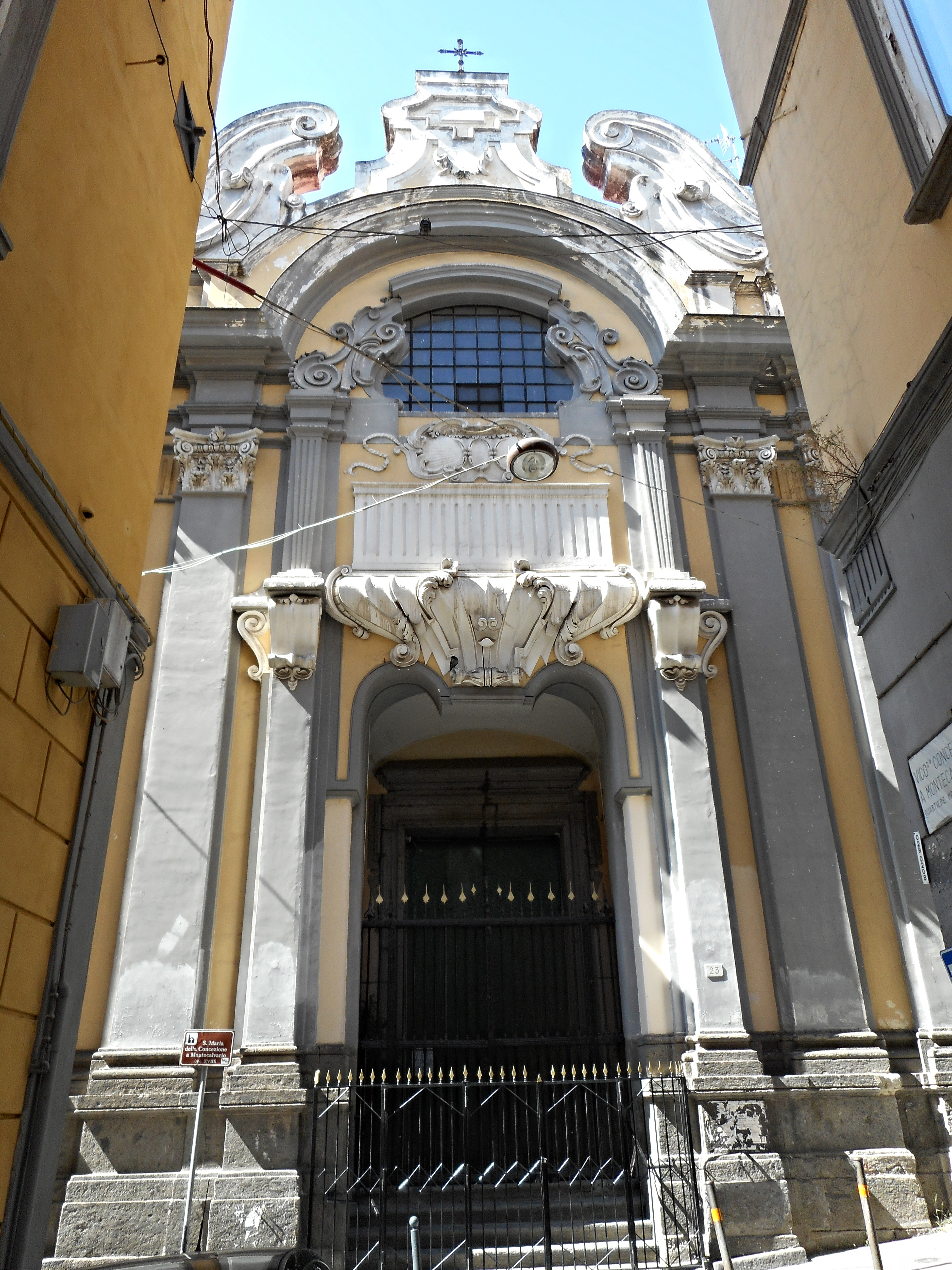
Santa Maria della Concezione a Montecalvario
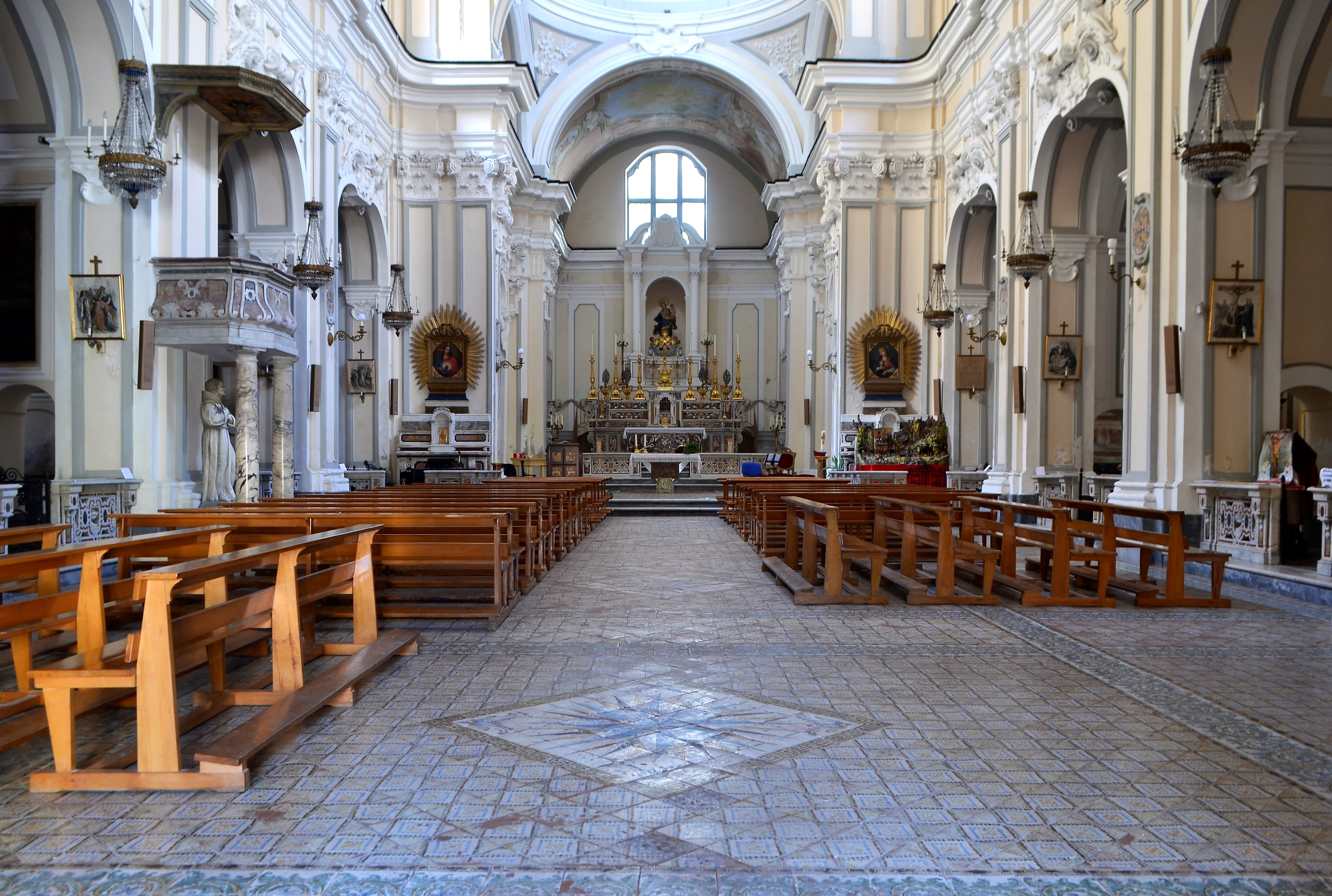
Santa Maria della Mercede a Montecalvario
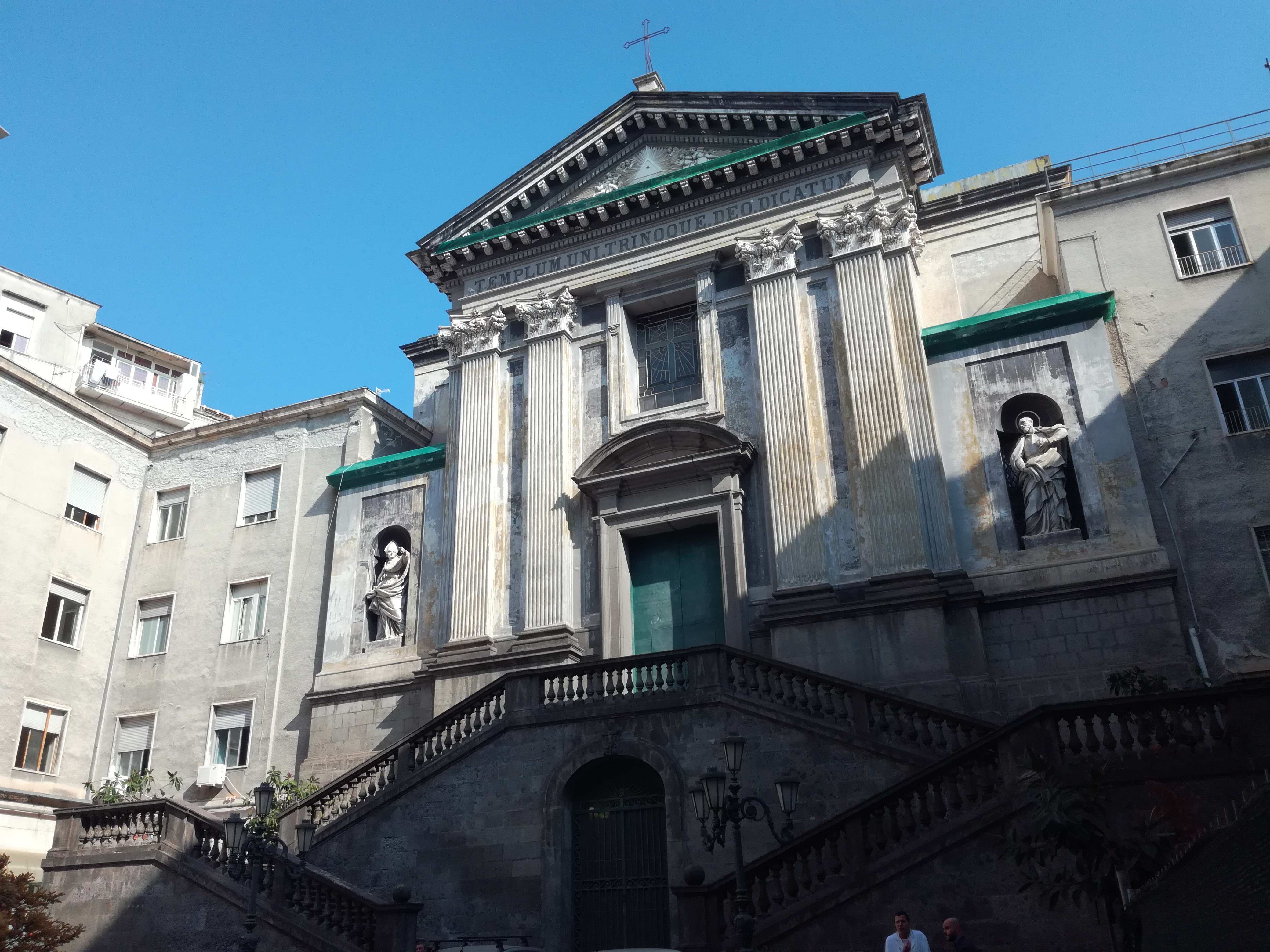
Santissima Trinità dei Pellegrini
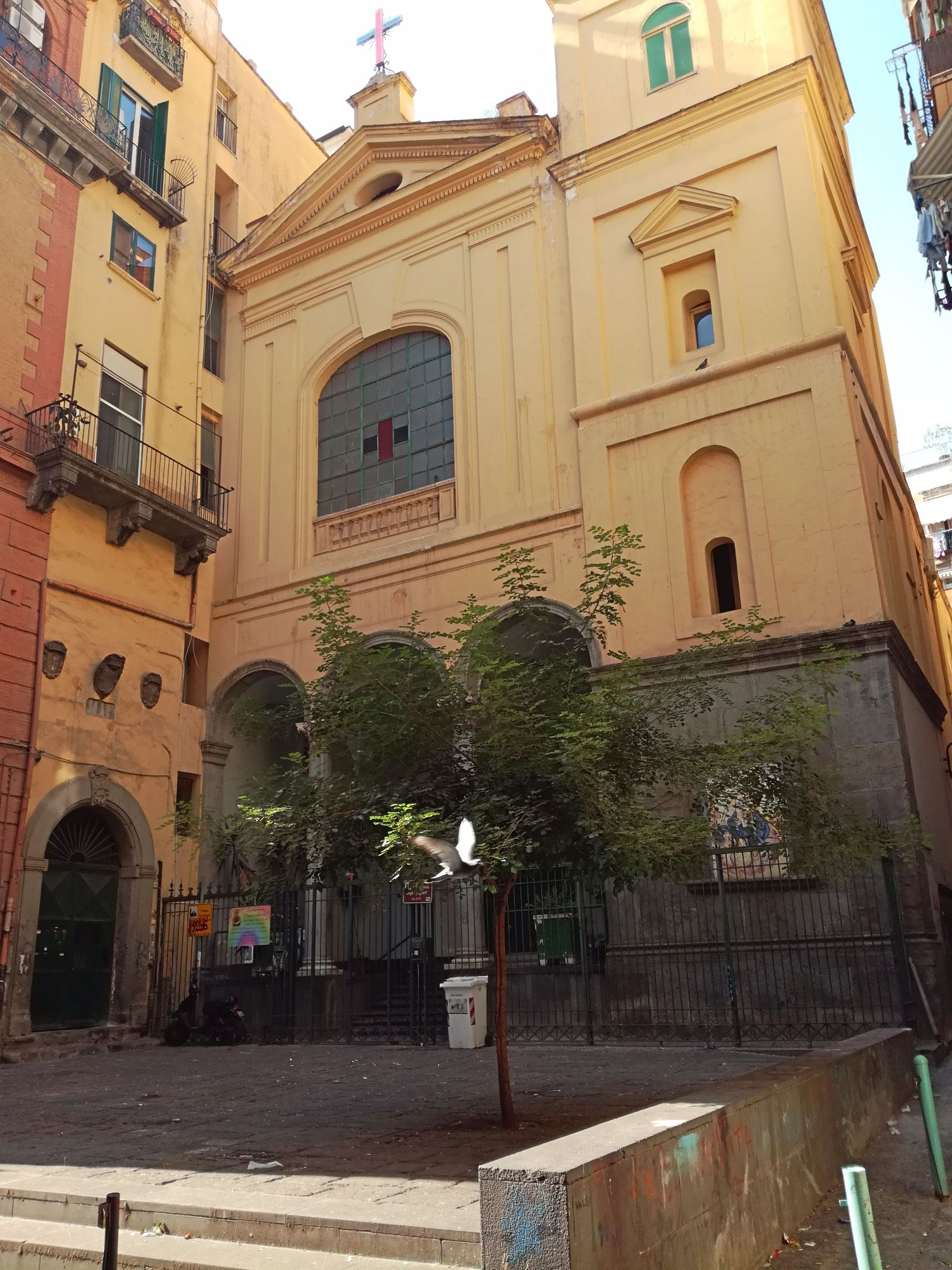
Santissima Trinità degli Spagnoli
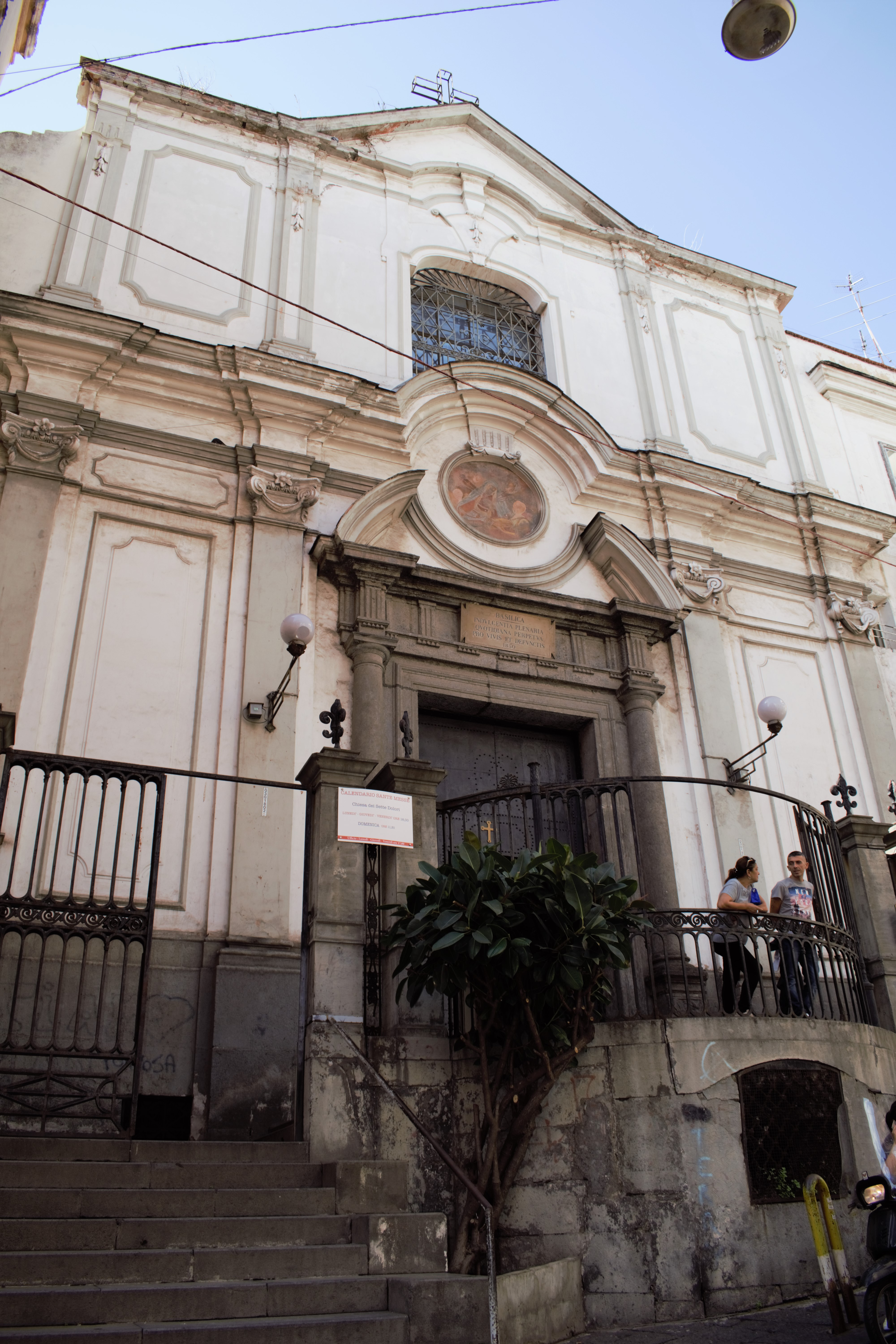
Palazzo Della Porta
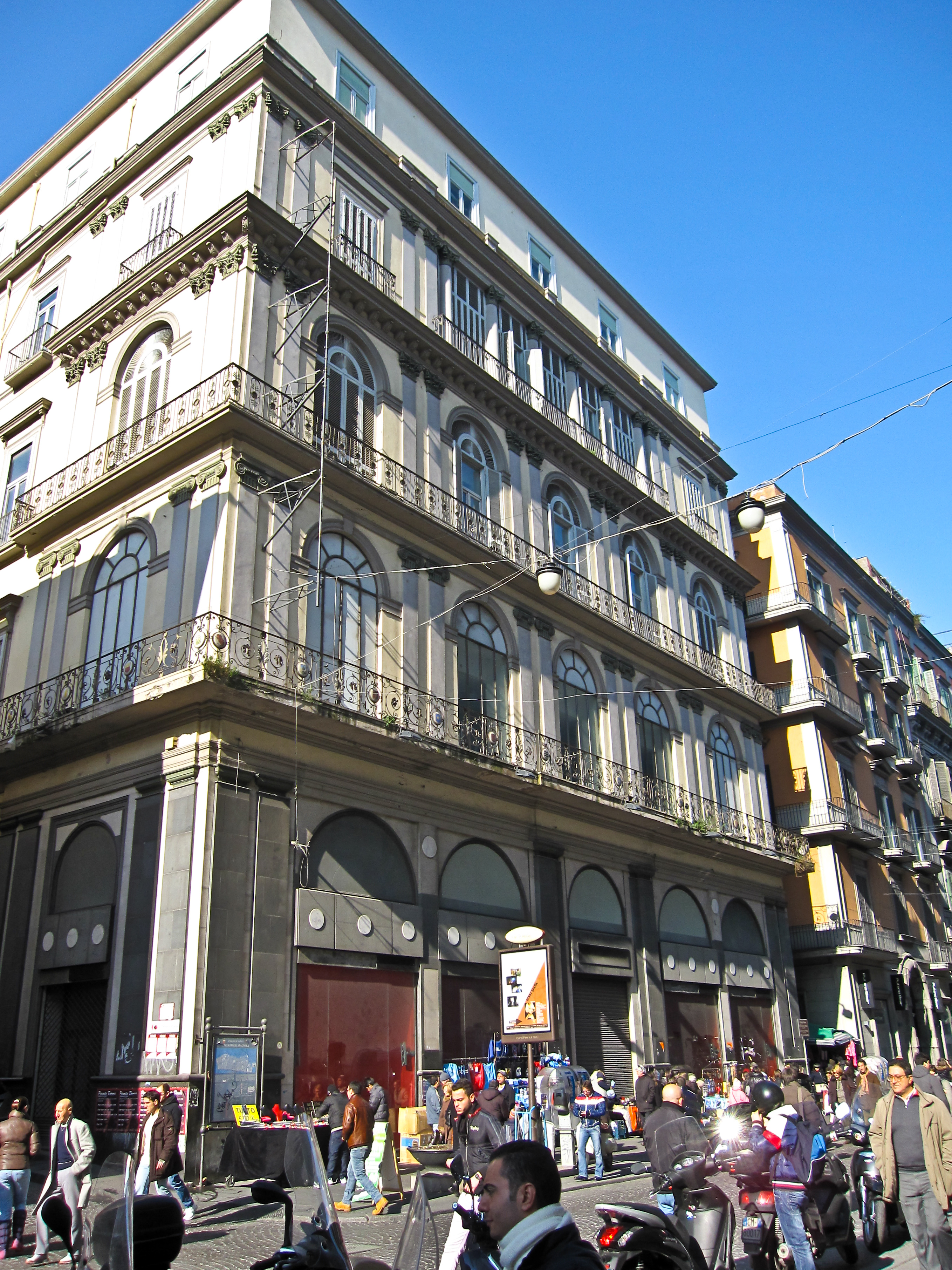
Palazzo Buono
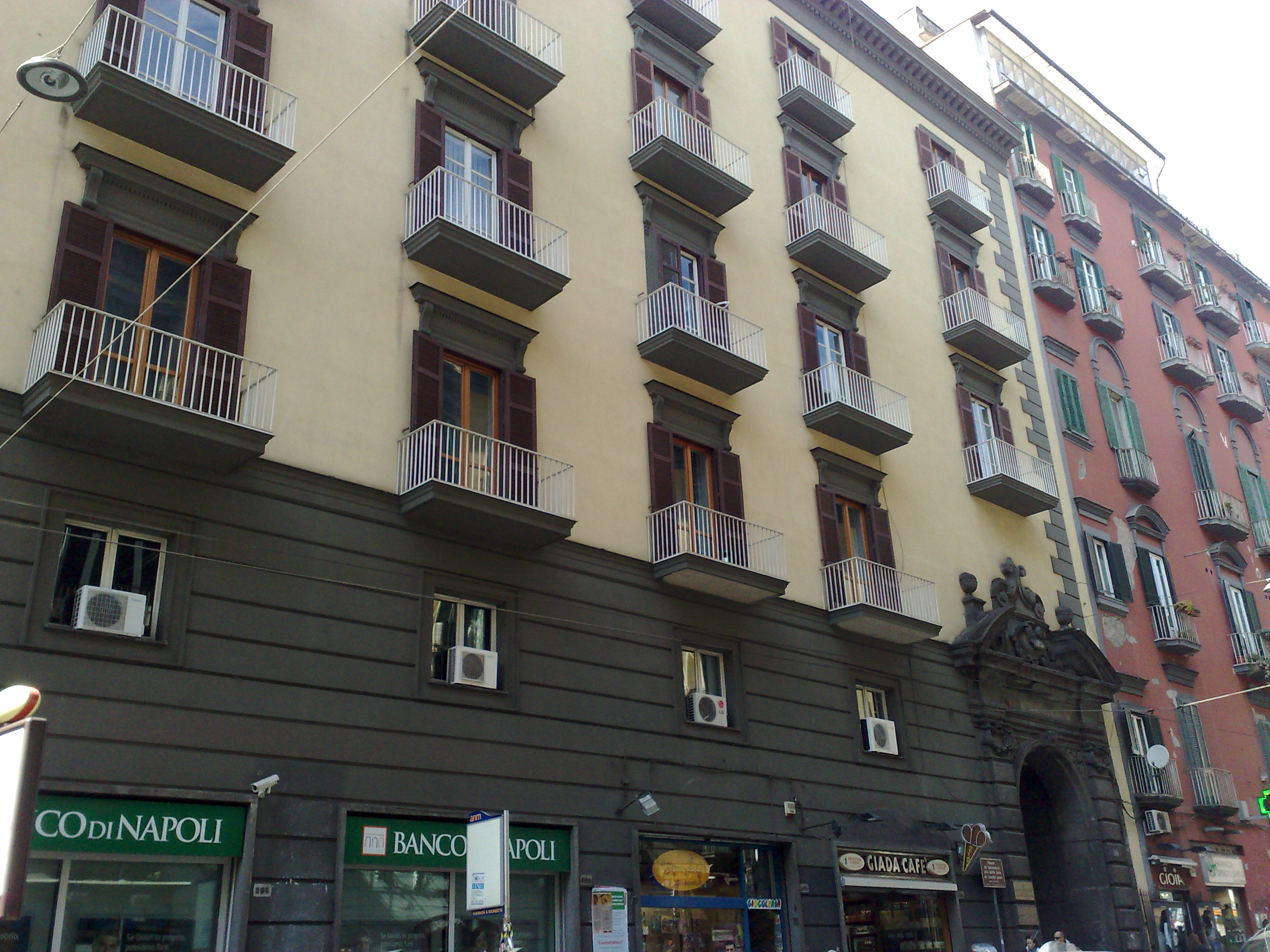
Palazzo del Conservatorio dello Spirito Santo
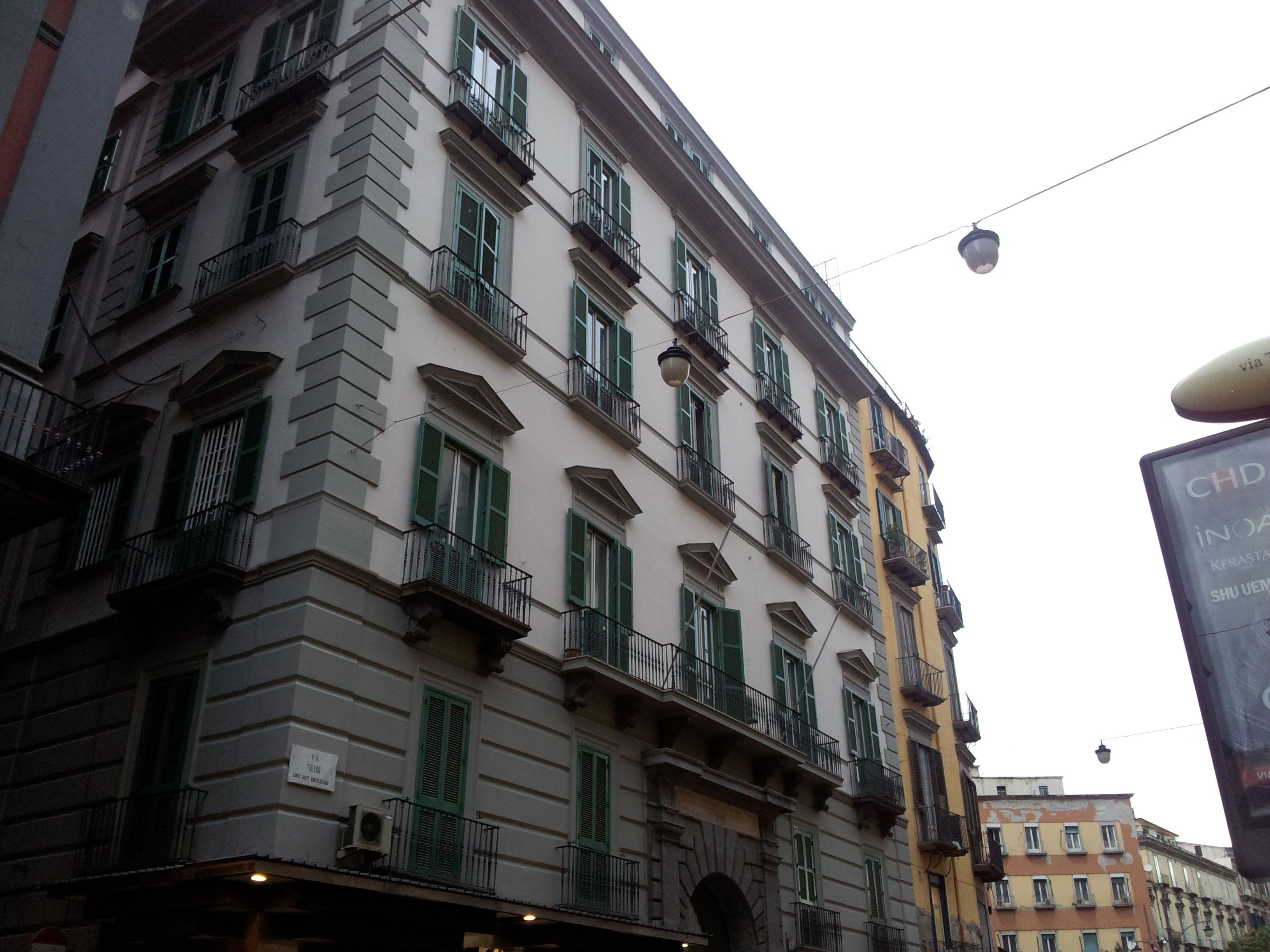
Palazzo del Nunzio Apostolico
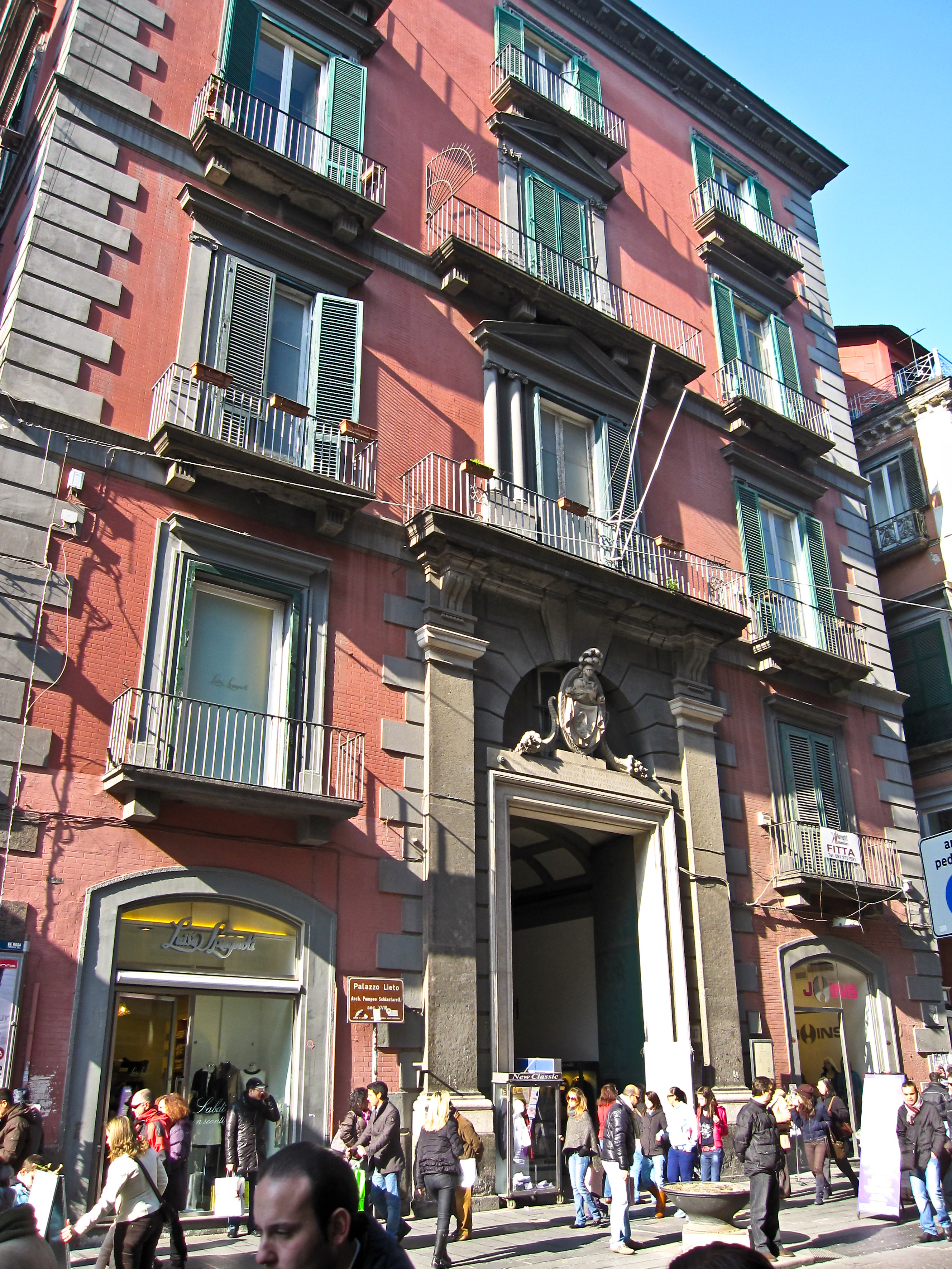
Palazzo Lieto

## Transporte
El barrio está bien comunicado gracias a la estación Toledo de la Línea 1 del metro, al funicular de Montesanto, que permite alcanzar el Vomero, y a las estaciones terminales de las líneas ferroviarias Cumana y Circumflegrea, además de la estación Montesanto del servicio metropolitano de F.S. (Línea 2).